# عزرا ناوي
عزرا إسحاق ناوي (بالعبرية: עזרא נאווי‏) (1952 - 2021) هو مزراحي يهودي إسرائيلي يساري ناشط في مجال حقوق الإنسان ومن دعاة السلام ينشط بشكل خاص بين الرعاة البدو والمزارعين في تلال جنوب الخليل وضد إقامة المستوطنات الإسرائيلية في ما يصفه أوري أفنيري بأنه جهد ممتد من قبل المستوطنين لتطهير المنطقة من القرويين العرب.
يعتبره البعض ناشطًا يساريًا متطرفًا ومثيرا للمشاكل. وقد اتُهم ناوي بارتكاب العديد من الانتهاكات القانونية مع إدانات في جرائم تتراوح بين الإغتصاب القانوني والاستخدام غير القانوني للسلاح وحيازة المخدرات للاعتداء على شرطيين، ما جعله يقضي عدة فترات قصيرة في السجن. فيما يدعي المدافعون عنه أن العديد من المحاكمات ذات دوافع سياسية.
وفقًا لديفيد شولمان، فهو يعتبر عقبةً رئيسية أمام سرقة الأراضي الفلسطينية وهو داعيةٌ إسرائيلي للعصيان المدني الغاندي. قال ناوي إنّه سيردّ بالهجوم عندما يُهاجم. جذب الاهتمام الدولي عقب إدانته في عام 2007 بالمشاركة في أعمال شغب والاعتداء على اثنين من ضبّاط الشرطة، عندما أقدم رجال شرطة الحدود الإسرائيلية على هدم منازل البدو في الضفّة الغربية. أثارت محاكمته وسجنه احتجاجًا عالميًا ضد معاملته مما ساهم في جمع 20 ألف توقيع.
في عام 2015، أقدمت مجموعة سرّية موالية للمستوطنين على تصويره وهو يتفاخر بأنه كشف لأجهزة الأمن الفلسطينية هويّات سماسرة أراضٍ فلسطينية يرغبون في بيع الأراضي إلى سماسرةٍ إسرائيليين أو يهود. بموجب القانون الفلسطيني، تعتبر عمليات البيع هذه جريمةً كبرى، وادعى ناوي أن أولئك السماسرة سيتعرّضون للتعذيب والقتل. وأثارت القضية ردّة فعلٍ سياسية في إسرائيل، وكانت هناك دعوات لإنجلترا وفرنسا لوقف التمويل الأجنبي لمنظمتين إسرائيليتين غير حكوميتين معنيتين بالحقوق المدنية، هما تعايش وبتسيلم، اللتين تورّط أعضاؤهما في الحادث. اعتُقِل ناوي واثنين آخرين، ثمّ أُطلِق سراحهما وحظروا من الضفة الغربية لمدة أسبوعين.
في عام 2008، أنتج نسيم موسيك فيلمًا يصوّر حياة ناوي الخاصة والعامة، وحظي الفيلم بمراجعاتٍ متباينة.

## نشأته المبكرة
وُلِد ناوي في القدس، وهو واحد من خمسة أشقاء، لعائلةٍ يهودية عراقية تعود أصولها إلى مدينة البصرة، كانت قد أقدمت على العليا (الهجرة اليهودية إلى فلسطين) من كردستان قبل ولادته بفترةٍ قصيرة. أنجبته والدته عندما كانت في الرابعة عشرة من عمرها. رعته جدته التي تحدّثت إليه بالعربية بلهجةٍ عراقية، وهي لهجةٌ استمر يتقنها حتى وفاته. عاش ناوي، عندما كان في سن المراهقة، بالقرب من رؤوفين كامينر، الشخصية القيادية في الحزب الشيوعي الإسرائيلي، وأثّر كامينر، الذي تذكّره، على نشاطه. كجنديٍ في الجيش الإسرائيلي (IDF)، خدم في وحدة هندسةٍ قتالية. بعد حرب أكتوبر عام 1973، التي تضمّنت مهامه فيها زرع الألغام على طول قناة السويس، سافر إلى الخارج، وسافر على نطاقٍ واسع في الولايات المتحدة وأوروبا، وقضى بعض الوقت في كل من المملكة المتحدة وأيرلندا.

## نشاطه
كان ناوي واحدًا من النشطاء الإسرائيليين العديدين في تلال جنوب الخليل، لكنه كان وفقًا لديفيد شولمان، «البطل الحقيقي» في المنطقة، إذ قيل إنه تبنّى البدو المميزين الذين يقطنون الكهوف والمقيمين في تلك المنطقة، ثمانون إلى مئة فرد من هؤلاء البدو هم عائلات تنتمي لعشيرة بدو الهذالين، وهم لاجئون من تلّ عراد في أعقاب الحرب العربية الإسرائيلية عام 1948، يسكنون في قرية أم الخير في جنوب الخليل، على بعد 30 مترًا من مستوطنة كرميئيل الإسرائيلية في منطقة جنوب جبل الخليل. وتعدّ هذه واحدة من العديد من الخربات الموجودة في تلك المنطقة. يكافحون في ظل معيشةٍ قاسية، ويرعون ماعزهم وأغنامهم في أرضٍ صخرية جرى شراؤها من أصحابها الفلسطينيين في أوائل خمسينيات القرن العشرين. وهم مزارعون يعملون بمشقّة في تلالٍ مهجورة، ويقول «ناوي»: «لن يحاول أي شخصٍ آخر زراعة أي شيء»، ولكن حيث يقطن أولئك البدويون غالبًا ما يُمنعون من العمل في الأرض. ويقول إن ارتباطه بهؤلاء الناس وأسلوب حياتهم الإنجيلي جرى في عروقه منذ أول لقاءٍ معهم. كان يعتقد أن أسلوب حياتهم المميّز مُعرّض «لخطر وجود» بسبب الطريقة التي كانت تُحرق فيها حقولهم، وتُسمّم ماشيتهم وآبارهم أو تُردم، وتعرّض المسنين للضرب ومصادرة أراضيهم. اعتدى عليه المستوطنون بينما كان يساعد الفلسطينيين على قطاف الزيتون من بساتين الزيتون الخاصة بهم. لم يكن البعض منهم يعود إلى حقولهم ما لم يرافقهم ناوي، خوفًا على أرواحهم. كان ينام ليلًا في منازلهم لردع جنود الجيش الإسرائيلي، وفقًا للتقارير، عن إلقاء الحجارة على المساكن بعد حلول الظلام. كان ينشط في العديد من مخيّماتهم من بئر العيد إلى سوسيا وأم الخير. كان وصوله إلى مكان الحادث، عندما هاجم المستوطنون عائلةً بدوية بالقرب من توامين وسرقوا 450 رأسًا من ماشية الأغنام التي تملكها العائلة البدوية، كافيًا، وفقًا لحاخامات من أجل حقوق الإنسان، لوضع حدٍّ للمستوطنين وإجبارهم على الانسحاب.

## معلومات
1. ↑  يحتقره علانية المستوطنون فيما يحظى ناوي بالاحترام من قبل النشطاء الإسرائيليين.
2. ↑  صرح المتحدث باسم جماعات المستوطنين الإسرائيليين في المنطقة صرح يهوشع مور يوسف "من من وقت لآخر هناك مشكلة لدى بعض المستوطنين الذين يخرجون من مستوطناتهم لإثارة المشاكل. لكن أناس مثل ناوي لا يريدون حلاً. هدفهم كله هو التسبب في المشاكل”.